# Jelly Belly-Kenda/Saison 2010
Dieser Artikel listet Erfolge und Mannschaft des Radsportteams Jelly Belly-Kenda in der Saison 2010 auf.

## Erfolge in der Continental Tour
| Datum            | Rennen                              | Kat. | Fahrer               |
| ---------------- | ----------------------------------- | ---- | -------------------- |
| 1. April         | 1. Etappe Tour of Thailand          | 2.2  | Kiel Reijnen         |
| 1.–6. April      | Gesamtwertung Tour of Thailand      | 2.2  | Kiel Reijnen         |
| 23. April–2. Mai | Gesamtwertung Tour de Korea         | 2.2  | Michael Friedman     |
| 27. Juni         | Kanadischer Meister – Straßenrennen | NC   | Will Routley         |
| 13. Oktober      | 3. Etappe Tour of Hainan            | 2.HC | Charles Bradley Huff |

## Zugänge – Abgänge
| Zugänge           | Team 2009            | Abgänge          | Team 2010               |
| ----------------- | -------------------- | ---------------- | ----------------------- |
| Michael Friedman  | Garmin-Slipstream    | Matthew Rice     | Bahati Foundation       |
| Anthony Colby     | Colavita/Sutter Home | Phillip Gaimon   | Kenda-Gear Grinder      |
| Jonathan Chodroff | OUCH-Maxxis          | Jonathan Clarke  | UnitedHealthcare-Maxxis |
| Sergio Hernandez  | Rock Racing          | Matthew Crane    | Unitedhealthcare-Maxxis |
| William Dickeson  | Savings & Loans      | Bryce Mead       | Unbekannt               |
| Carter Jones      | Neoprofi             | Nicholas Reistad | Unbekannt               |
| Sean Mazich       | Neoprofi             |                  |                         |

## Mannschaft
| Name              | Geburtstag         | Nationalität       |
| ----------------- | ------------------ | ------------------ |
| Jonathan Chodroff | 5. Mai 1985        | Vereinigte Staaten |
| Anthony Colby     | 17. Februar 1979   | Vereinigte Staaten |
| William Dickeson  | 26. März 1983      | Australien         |
| Michael Friedman  | 19. September 1982 | Vereinigte Staaten |
| Sergio Hernandez  | 8. Januar 1985     | Vereinigte Staaten |
| Brad Huff         | 5. Februar 1979    | Vereinigte Staaten |
| Carter Jones      | 27. Februar 1989   | Vereinigte Staaten |
| Sean Mazich       | 11. Mai 1986       | Vereinigte Staaten |
| Jeremy Powers     | 29. Juni 1983      | Vereinigte Staaten |
| Kiel Reijnen      | 1. Juni 1986       | Vereinigte Staaten |
| Will Routley      | 23. Mai 1983       | Kanada             |
| Bernard Van Ulden | 11. September 1979 | Vereinigte Staaten |